# Praça Vermelha
A Praça Vermelha (em russo: Красная площадь, Krasnaya ploshchad) é uma famosa praça em Moscou, conhecida pelos grandes desfiles militares durante a era da União Soviética. A praça separa a cidadela real, conhecida como Kremlin, do bairro histórico de Kitay-gorod. Como grandes ruas de Moscou partem da praça em várias direções, prolongando-se em rodovias para fora da cidade, a Praça Vermelha pode ser considerada como a praça central de Moscou e de toda a Rússia.
Desde 1990, a Praça Vermelha foi incluída, juntamente com todo o Kremlin, na lista de Patrimônios Mundiais da UNESCO.
Ele separa o Kremlin, a fortaleza real onde o presidente da Rússia reside atualmente, do histórico distrito comercial de Kitay-gorod. A partir dele partem as principais ruas de Moscou em todas as direções, estendidas em rodovias para fora da cidade. É por isso que a praça é considerada o centro da cidade e de toda a Rússia.
A área onde a praça está localizada foi originalmente povoada por edifícios de madeira, mas foi desmatada por Ivan III da Rússia, pois eram suscetíveis a queimar facilmente. A nova praça serviu como local para mercados, mais tarde para cerimônias públicas e proclamações, até mesmo para coroar os czares.
O nome "Praça Vermelha" não vem da cor dos tijolos que a cercam, nem é uma referência à cor vermelha do comunismo. Pelo contrário, deriva da palavra russa Красная (Krasnaya), que significa "vermelho", mas em russo antigo significava "bonito", ou seja, "o quadrado bonito". A palavra foi inicialmente usada para nomear a Catedral de São Basílio (século xvi), com o sentido de belo, e mais tarde o nome desembarcou na praça próxima. Acredita-se que a praça adquiriu seu nome atual, substituindo a antiga, Пожар (Pozhar), no século xvii.
Na praça estão a forca, o Monumento a Minin e Pozharsky, bem como o mundialmente famoso túmulo (mausoléu) de Lenin. No muro do Kremlin estão enterradas grandes figuras da URSS e militantes comunistas relevantes (como o líder Josef Stalin, o cosmonauta Yuri Gagarin, o jornalista e escritor americano John Reed, alguns altos líderes militares, etc.).

## Origem do nome
O nome de Praça Vermelha não deriva da cor dos tijolos ao seu redor, nem da associação da cor vermelha ao comunismo; na verdade, o nome surgiu porque a palavra russa красная (krasnaya) pode significar tanto "vermelho" como "bonito". A palavra foi empregada originalmente (com o sentido de "bonito") à Catedral de São Basílio, e foi mais tarde transferida à praça adjacente.
Acredita-se que a praça tenha recebido seu nome atual (em substituição ao antigo, Pozhar) durante o século XVII.